# Чубинский, Владимир Дмитриевич
Владимир Дмитриевич Чубинский (укр. Володимир Дмитрович Чубинський; 1 декабря 1930 г., Гостомель Киево-Святошинского р-на Киевской области, УССР, Советский Союз – 20 мая 1987 г., Советский Союз) — украинский советский поэт-песенник, педагог. Жертва карательной психиатрии.

## Биография
Приходится правнуком этнографу, автору национального гимна Павлу Платоновичу Чубинскому. Родители — учителя, которые из-за угрозы репрессий в 1930-е годы часто переезжали. 10-й класс окончил в Кривом Роге, отец погиб ещё в начале Великой Отечественной войны. В 1948 поступил в Киевский политехнический институт на инженерно-педагогический факультет. Был участником хоровой капеллы КПИ. Окончив в 1953 г. обучение, работал конструктором на Киевском станкозаводе. Спустя год стал преподавать специальные дисциплины в Киевском механическом техникуме. С 1960 преподавал начертательную геометрию в Житомирском филиале Киевского политехнического института. В 1965 вынужден был уволиться, причиной тому стал конфликт с отдельными преподавателями кафедры начертательной геометрии и местным районным комитетом КПСС. В дальнейшем перебивался случайными заработками.
В 1971 против него возбуждено уголовное дело по ст. 214 УК УССР («тунеядство»). Настаивал на открытом судебном процессе, требуя возобновить его на предыдущем месте работы. Его же направляли на одно из предприятий Житомира… разнорабочим. После решительного отказа от подобного предложения была проведена психическая экспертиза, и принудительно изолирован в Житомирской психиатрической больнице. 15 февраля 1972 г. взят на учёт в Житомирском психиатрическом диспансере, в Московской психиатрической больнице имени П. П. Кащенко ему поставили диагноз «параноидальная шизофрения». Долгое время официально нигде не работал, материально вёл аскетическую жизнь, подрабатывал то в геологических экспедициях, то со студенческим строительным отрядом на целине. Писал стихи и песни. С января 1982 г. производил фотографические открытки и распространял таковые в Москве, Киеве, Днепропетровске, Кировограде и других городах. 25 мая того же года арестован и 7 декабря 1982 г. Днепропетровский областной суд признал его стихи и листовки порочащими советский государственный и общественный строй (ст. 187-1 УК УССР), оскорбляющими руководителей коммунистической партии и советского правительства. Суд принудительно упрятал в Днепропетровскую специализированную психиатрическую клинику, где удерживали палате № 11 отделения № 2. Через полгода суд лишил его квартиры, в которой он проживал до ареста. В психиатрической клинике кололи нейролептики, тормозившими волю. Но и там смог огрызком карандаша тайно писать стихи на газетных клочьях. Выписан в апреле 1987 г., а 20 мая того же года оставил предсмертную записку и покончил жизнь самоубийством.
Судебная коллегия по уголовным делам Верховного суда РСФСР 22 ноября 1990 г. определение Днепропетровского областного суда от 24 декабря 1983 г. по нему «отменила, а уголовное дело производством прекратила из-за отсутствия общественной опасности в действиях обвиняемого. Гражданин В. Д. Чубинский по этому делу реабилитирован». О нём стало известно, когда в 1995 г. журналист и политзаключённый Виктор Яковлевич Баранов опубликовал в Польше, Сербии и России статью «Душа, убитая неволей». В 1996 г. литературное объединение «Радосинь» (Киев) издало книгу «Вечный бой» (составитель – инженер и писатель Сергей Викторович Цушко). В ней – стихи и дневники Чубинского, также воспоминания о нём людей, которые его знали, помнили, среди которых народный артист СССР и Украины Анатолий Юрьевич Мокренко.